# Picards
Pour l’article homonyme, voir Picards (religion).
Les Picards sont les habitants de la province puis ancienne région de Picardie. Sur le plan migratoire, ils constituent un peuple originaire de ce territoire et sont par ailleurs une part des peuple français et belges.
La région picarde représente un total de 1 930 095 individus en janvier 2014 et selon une enquête de LH2 faite la même année, 70 % des Picards se déclarent attachés à leur région, soit une proportion inférieure de 3 points à la moyenne nationale.

## Ethnonymie
Le latin médiéval Picardus est d'abord attesté comme nom propre (1099-1101), puis comme nom commun au sens de « habitant de Picardie » avant 1142.
D'autre part le mot Picard(s) a fait l'objet de diverses interprétations et hypothèses concernant son origine, plusieurs d'entre elles sont détaillées dans les Mémoires de la Société des antiquaires de Picardie.

## Anthropologie et ethnologie
Vers 1841, les Picards sont maigres, leurs traits sont fermes, leurs lèvres minces, leur nez droit et pincé et leurs yeux vifs. La Picarde est grassouillette, blanche, ses yeux sont doux et piquants, son nez railleur et ses lèvres un peu épaisses.

## Costume traditionnel

Exemples
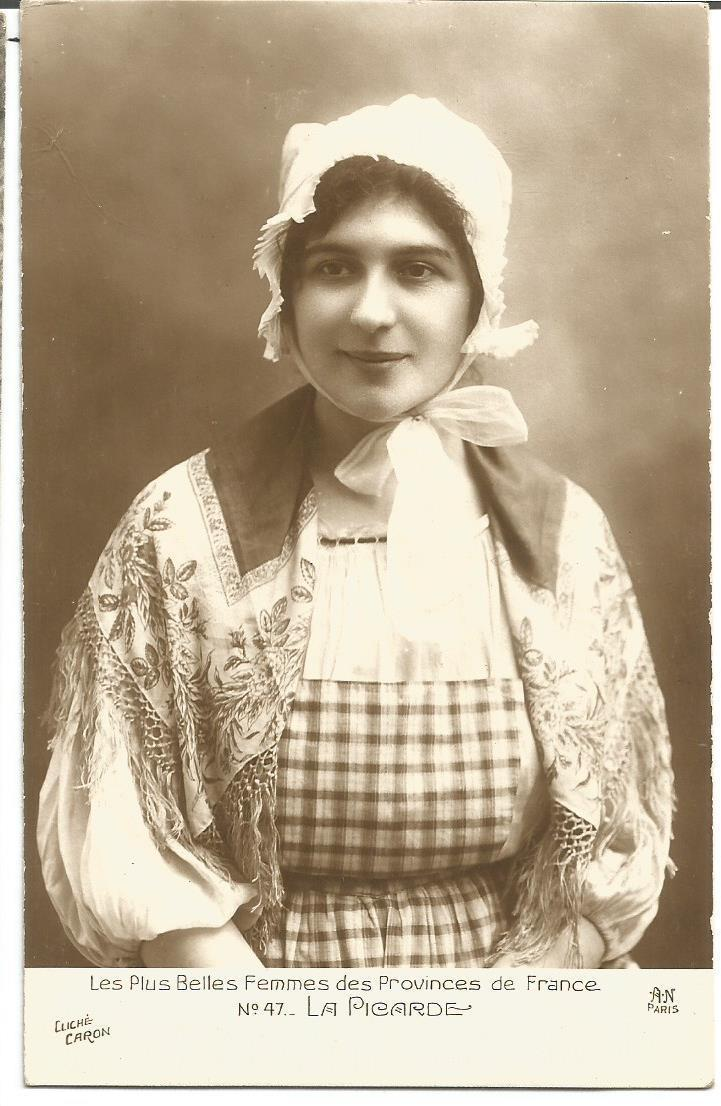

### Somme
Vers 1837, les Picards de la Somme ne se distinguent point, par le costume, des autres habitants de France ; la  mode de Paris est aussi la leur ; mais, ainsi que tous les provinciaux, ils la suivent d'un peu loin. Dans la campagne, les hommes ont abandonné, depuis trente à quarante ans, ces longs habits de drap gris-blanc, à larges basques, à grandes poches et ayant des boutons jusqu'en bas, sur les pattes des poches et sur les parements. Ces paysans endossent le frac de drap fin, le gilet de bon goût ; ils portent des boucles de souliers en argent.
Toujours vers 1837, les femmes ont adopté le bonnet de mousseline brodée à gros plis ; plus de cornette mesquine, plus de barbes flottantes. Le mouchoir de cou est aussi de mousseline brodée ; le casaquin et la jupe sont de belle indienne ; le tablier est de toile de coton rouge, ou même de soie noire et toutes les paysannes aisées portent la croix et les boucles d'oreilles d'or. Il est conçu que dans les classes malaisées, ces vêtements sont moins beaux ; quelquefois ils sont d'étoffes grossières et les bijoux d'argent ; mais rarement un paysan ou une paysanne de la Somme manque de propreté.

## Migrations
La population picarde a, entre autres, migré en Nouvelle-France, dont la partie canadienne de celle-ci. D'autre part, à la suite des ravages de la guerre de Trente Ans, les Picards ont servi à repeupler certains secteurs de Lorraine et d'Alsace au XVIIe siècle.